# Segelfluggelände Bad Marienberg-Oberroßbach

i7
i11
i13
Das Segelfluggelände Bad Marienberg/Oberroßbach liegt im Gebiet der Gemeinde Oberroßbach im Westerwaldkreis in Rheinland-Pfalz, etwa fünf Kilometer östlich von Bad Marienberg.

## Flugbetrieb
Das Segelfluggelände ist mit einer 1000 m langen und 25 m breiten Start- und Landebahn aus Gras (Richtung 11/29) ausgestattet. Es besitzt eine Betriebszulassung für Segelflugzeuge, Motorsegler und Ultraleichtflugzeuge. Der Start von Segelflugzeugen erfolgt per Flugzeugschlepp oder Windenstart. Der Halter und Betreiber des Segelfluggeländes ist der Luftsportclub Marienberg e. V. Der Verein wurde 1962 gegründet. Er nutzt das Segelfluggelände seit 1964.